# Mayer & Cie. (Rauchwarenhandel)
Mayer & Cie., Stammsitz ursprünglich in Zürich, heute Zug, gehörte mit seinem Pelzfellhandel über Jahrzehnte zu den bedeutendsten Rauchwarenhandelsfirmen Mitteleuropas. Das Fellangebot ist, im Gegensatz zu den meisten Anbietern, breit gefächert. Gründer des Unternehmens war der deutsch-schweizerische jüdische Kaufmann Bernhard Mayer (geb. 22. Juli 1886 in Laufersweiler; gest. 18. Juli 1946).
Bernhard Mayer und Werner Merzbacher erlangten auch durch ihre bedeutenden Kunstsammlungen internationale Bekanntheit.

## Geschichte
Bernhard Mayer begründete sein Pelzunternehmen 1896 in Belgien zusammen mit dem völlig mittellosen Kürschnergesellen Charles Mueller, zuerst Mueller & Co., dann Mayer & Co. genannt. Mueller war neun Jahre lang Werkstattleiter, bis man einen anderen Werkführer einstellte. Die Finanzierung des branchenbedingt größere Summen erforderlichen Unternehmens übernahm Bernhard Mayers Onkel Lazarus. Belgien war damals ein wichtiger Absatzmarkt der sich neu entwickelnden Pelzindustrie, in Brüssel gab es bis dahin nur eine Firma, die Pelzkonfektion herstellte. Das neue Unternehmen hatte, trotz der anfangs mangelnden Warenkenntnis von Mayer, einen guten Start und konnte bald vergrößert werden, und zwar vor allem mit jungen Männern aus seiner Verwandtschaft. Als erster trat sein Freund Katz in die Firma ein, der im Gegensatz zu Mayer, über beträchtliche Geldmittel verfügte. Anfangs fuhr Bernhard Müller von Brüssel aus selbst noch täglich als Geschäftsreisender in die Provinz, wie üblich mit Zylinder.
Nach einigen Jahren wurde die erste Filiale in Paris eröffnet, die Leitung übernahm der langjährige Mitarbeiter Pionkowski, der es, trotz dort großer Konkurrenz, zu einem der führenden Unternehmen der Hauptstadt ausbaute. Es folgten Berlin, Zürich und zuletzt Amsterdam. Die Geschäfte in Berlin und Amsterdam übernahmen je einer der Brüder von Bernhard Mayer, in Zürich sein Vetter Charles. Die „besonders entgegenkommende“ Finanzierung übernahm die Brüsseler Bank Credit Liègeois, deren Direktor ebenfalls mosaischen Glaubens war.

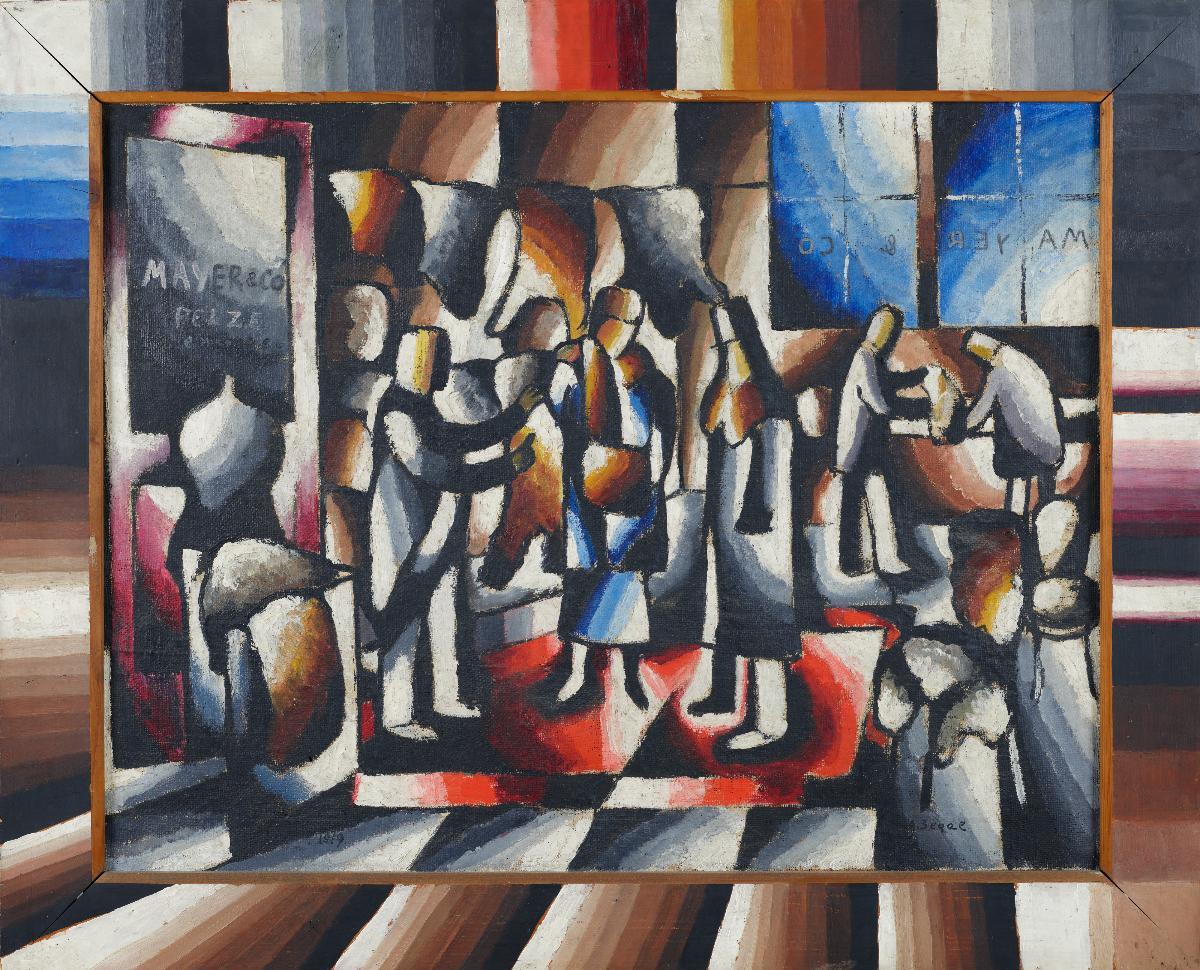
Arthur Segal: „Mayer & Co, Pelze“ (Gemälde, 1919, Kunsthaus Zürich)

Die große Expansion der Firma brachte es mit sich, dass man begann, in den Ursprungsländern zu kaufen. Bernhard Mayer besuchte regelmäßig die Pelzauktionen in London. In einigen Fellarten, zum Beispiel dem damaligen Modeartikel Tibetlamm, wurde Mayer & Cie. der weltgrößte Einkäufer. Über Agenten wurde direkt in China gekauft und man konnte so billiger als die Konkurrenten anbieten. Jedes Jahr besuchte er später, zusammen mit seinem Berliner Bruder Leo Mayer, die Pelzmesse in Nischni Nowgorod. In Brüssel hatte man mit Arbeitern aus dem Pelzhandelszentrum Leipziger Brühl eine eigene Pelzzurichterei und Pelzfärberei errichtet. Das ermöglichte es dem Unternehmen, wesentlich schneller zu liefern als die Mitbewerber, ein erheblicher Vorteil in einer Branche mit nur kurzer Produktionszeit, zwischen Warenanfall im Winter und Saisonbeginn im Herbst. Den großen Umsatzeinbruch brachte das Jahr 1914 mit dem Beginn des Ersten Weltkriegs; nur was für militärische Zwecke verwendbar war, konnte verkauft werden. Da Mayer vorausgesehen hatte, dass Deutschland den Krieg verlieren würde, hatte er alle deutschen Geldbestände beizeiten in Schweizer Franken umgetauscht. Nach dem Friedensschluss im Jahr 1918 fielen die Fellpreise sehr plötzlich, was auch das Warenlager von Mayer & Cie. betraf. Etwa zwei Drittel der Unternehmen der Branche mussten aufgeben.
Bernhard Mayer reiste mit seiner Frau zur ersten Rauchwarenauktion der sowjetischen Pelzhandelsfirma Sojuzpushnina in Leningrad, dem heutigen St. Petersburg. Er war von der Promptheit der Abwicklung der Auktionen so beeindruckt, die weit die in London und Amerika übertraf, dass er darüber einen Artikel für die von Otto Pohl redigierte Moskauer Rundschau verfasste. In Leningrad lernten sie den „Commissar der Pelzindustrie Stachewsky“ kennen, den man, laut Recherche von Mayer, später mit der Geiselnahme seiner Frau und Tochter zur Rückkehr aus Spanien nach Russland zwang, wonach alle drei erschossen wurden [wohl Arthur Staschewski, Handelsattaché, gebürtiger Pole, wirtschaftlicher Hauptberater Russlands gegenüber Spanien].
In seinen Memoiren schwingt immer wieder ein gewisser Stolz auf seine Chuzpe in geschäftlichen Dingen mit. So berichtete er von einem Silberfuchsfell, das er in London scheinbar günstig für 31 Pfund ersteigerte, das sich aber als im Leder „verbrannt“, das heißt in der Faser verschmolzen, herausstellte. Er schickte es später wieder nach London und „taxierte, dass es bestimmt doch noch einen solchen Esel geben würde wie mich“. Das Fell erzielte 55 Pfund, „es war also ein besonders gutes Geschäft“.
Mayer & Cie. avancierte im Wirtschaftsaufschwung der Nachkriegsjahre mit seiner ungewöhnlichen Zunahme des Pelzabsatzes zu einem der führenden Adressen im internationalen Pelzgeschäft, wesentlich durch den Einsatz von Werner Merzbacher. 1989 wurde er Alleininhaber der Gesellschaft.
Der Pelzgroßhandel hatte sich jetzt vom Leipziger Brühl zu einem neuen, gleich bedeutenden Schwerpunkt um die Niddastraße in Frankfurt am Main verlagert. Mayer & Cie. verlegte spät sein Hauptlager ebenfalls dorthin; nicht vor 1980, spätestens aber 1981 ist die Firma auf der Niddastraße 58 im Fachverzeichnis der Branche eingetragen. Am 3. Februar 1986 zog man von der Niddastraße, jetzt Nummer 56 (c/o Transall Box, vormals Kühne & Nagel), in die Räume der Transall in der Mainzer Landstraße 59–63, ein Teil der früheren Räumlichkeiten der dort ausgezogenen Pelzkonfektionsfirma Ofra; später zur c/o Westra GmbH, Düsseldorfer Straße 1–7. Nach einem steten Rückgang des Pelzabsatzes, zum Schluss verstärkt durch die Covid-19-Epidemie, verbunden mit einer Infektion der Nerzzuchten und dem gleichzeitigen Nerzskandal in Dänemark, wurde das deutsche Lager von Mayer & Cie. AG zum Jahresende 2022 aufgegeben. Es befand sich zuletzt in Frankfurt auf der Hanauer Landstraße 287 (3. Etage).

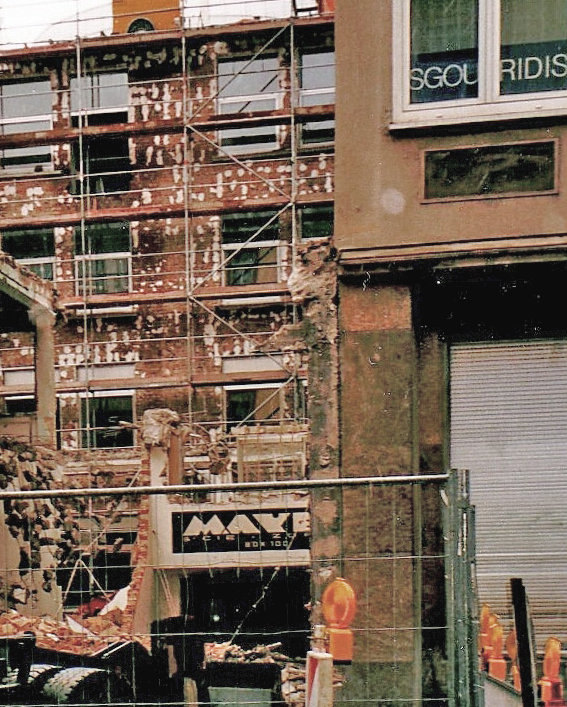
Abriss auf der Niddastraße, mit dem alten Schriftzug des Felllagers von Mayer & Cie. (2002)

Unter dem als Geschäftspartner eingetretenen Werner Merzbacher war Mayer & Cie., Zürich in großem Umfang Finanzier etlicher anderer, teils bedeutender Unternehmen der Pelzbranche. 1964 übernahm er als zweitgrößter Gläubiger beispielsweise die Bankenforderung an das Pelzkonfektionsunternehmen Kroll & Ziper, so dass die Firma erhalten blieb. Geschätzt wurden die Gesamtschulden des Firmenchefs Reuber, Schwesterfirmen Almiro und Riva, auf etwas über 10 Millionen Mark. Ein Umfang der finanziellen Arrangements lässt eine Meldung im Juli 1987 erkennen. Mayer & Cie., Zürich beteiligte sich als neuer Mehrheitseigner an dem bereit mehrfach in Schwierigkeiten geratenen Pelzeinzelhandelsunternehmen Furrari Inc., New York und überbot damit in letzter Minute das koreanische Pelzstaatshandelsunternehmen Jindo, ohne dass es allerdings bis dahin zu einem endgültigen Abschluss kam, die Verhandlungen mit Jindo wurden wieder aufgenommen. Es hieß, dass Mayer & Cie. 4 Millionen US-$ zur Befriedigung der Gläubiger und als Betriebskapital einbringen wollte. Die Firma war mit US-$ 500.000 nicht nur der größte abgesicherte Branchengläubiger, sondern stand auch finanziell hinter einigen der anderen Großgläubiger, so dass man annahm, dass sie mindestens mit zwei Millionen Dollar betroffen war. Letztlich zogen sich die Verhandlungen zwischen Furrari, Mayer & Cie. und Jindo doch noch einige Zeit hin.
Neben dem Großhandel führte Werner Merzbacher im Jahr 2004 noch in bester Lage, direkt neben dem Hotel Baur au Lac, das Detailgeschäft A. C. Bang, eines der letzten verbliebenen Pelzgeschäfte in Zürich. Dessen damaligen Jahresumsatz bezifferte er auf sechs bis sieben Millionen Franken. Um 1980 hatte Merzbacher die ersten Kontakte mit dem bedeutenden chinesischen Fellhandel, in dem er mehr zukünftiges Potential sah als in dem zurückgehenden Markt in Europa. Hauptpartner war Tientsin International mit Sitz in Hongkong, an deren Gerberei sich Mayer & Cie. beteiligt hatte. 2004 erklärte Merzbacher, dass er sich mittlerweile als Bieter auf den großen Pelzauktionen in Dänemark und Finnland zurückhält und stattdessen, als eine Art Handels-Banker, sich darauf verlegt, anderen Auktionsteilnehmern gegen Zins das Kapital für ihre Einkäufe vorzustrecken.
Im Jahr 2014 übernahm die Mayer & Cie. AG per Fusionsvertrag die Aktiven und Passiven der Immobilienverwaltung Hocka AG in Zug, wo sie seit 1997 ihren Geschäftssitz hat, 2022 in der Alpenstrasse 1. Das Online-Nachschlagewerk für Schweizer Handelsregister- und Wirtschaftsinformationen Moneyhouse gab als zeichnungsberechtigte Personen im Juli 2019 als „neu eingetragen oder mutierend [= geändert im Handelsregister]“ an: Jessica Eve Hellmann von Küsnacht ZH in Zürich, Karin Andrea Merzbacher von Kilchberg ZH in Zürich und Thomas Julian Merzbacher von Kilchberg ZH in Zollikon. Verkaufsdirektor wurde im Mai 2009 Wolfgang Müller, Albstadt.

### Mayer & Cie., Berlin

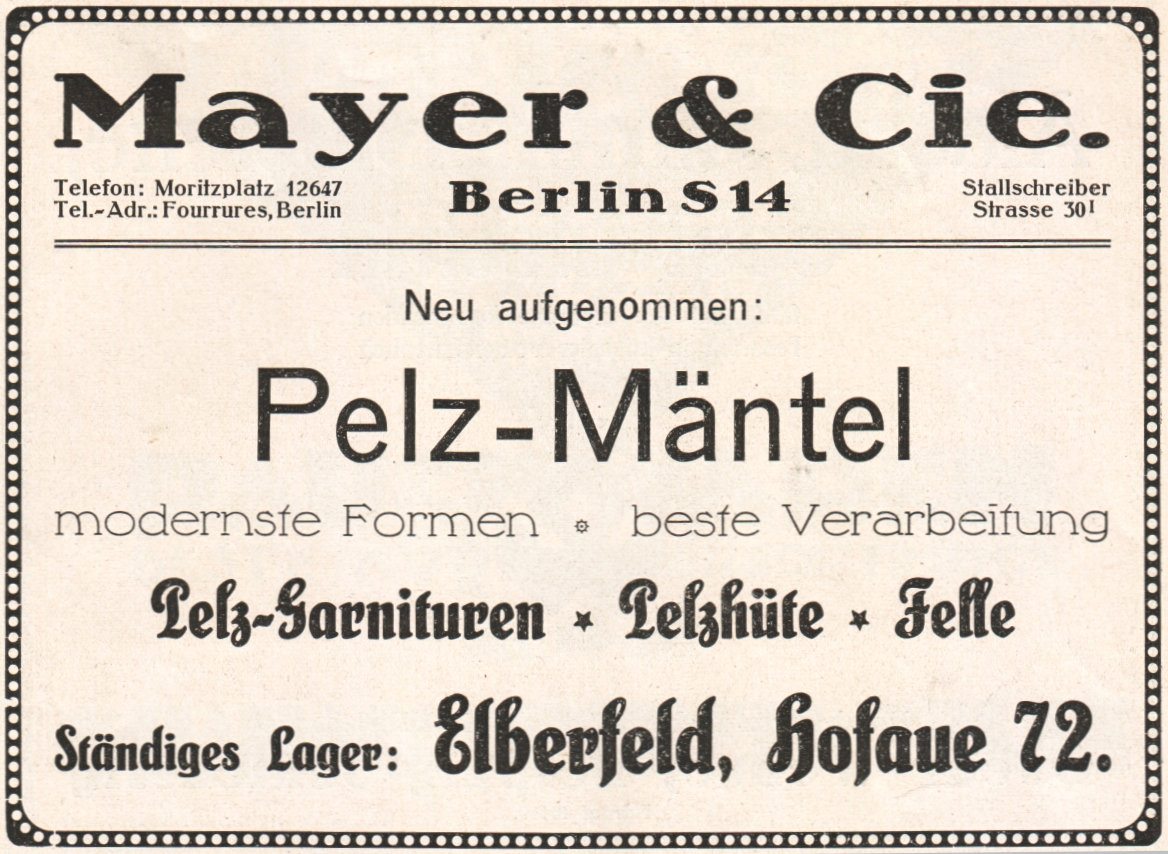
Mayer & Cie., Berlin, Anzeige.
Neu aufgenommen: Pelz-Mäntel, Pelz-Garnituren, Pelzhüte, Felle (1922)

Die Berliner Zweigniederlassung Mayer & Cie. wurde von Leo Mayer am 4. Juli 1904 in einem alten Industriegebäude auf der Lindenstraße 38, Ecke Kommandantenstraße eröffnet. Inhaber waren damals Bernhard Mayer und Leo Katz. Leo Mayer erhielt Prokura und die alleinige Führung des Berliner Hauses.
Im Dezember 1919 ging das als Pelzkonfektionsbetrieb geführte Unternehmen an Leo Mayer und Max Harf über. Harf war ab 1906 als Reisender für die Firma tätig gewesen, bevor er Teilhaber wurde. Zum 25-jährigen Jubiläum der Filiale wurde erwähnt, dass der Mitarbeiter Georg Selschow seit Anfang an dort beschäftigt war. Im Leipziger Pelzviertel war Max Meyer & Co. um 1925 als Rauchwarenkommissionär unter der Adresse Brühl 33 vertreten. Anfangs offenbar als reine Pelzfellhandlung tätig, wurde 1922 in einer Anzeige, als neu aufgenommen, Pelz-Groß- und Kleinkonfektion angeboten. Obwohl ein Konfektionsbetrieb, war Mayer & Cie. Mitglied im Reichsbund deutscher Kürschner. 1938, in nationalsozialistischer Zeit, war das von jüdischen Inhabern geführte Unternehmen Mayer & Cie. in der Lindenstraße als Rauchwarenhandlung und Pelzwarenfabrik zumindest noch im Pelzfachverzeichnis eingetragen.

Modelle aus der Kollektion Mayer & Cie., Berlin (1925)
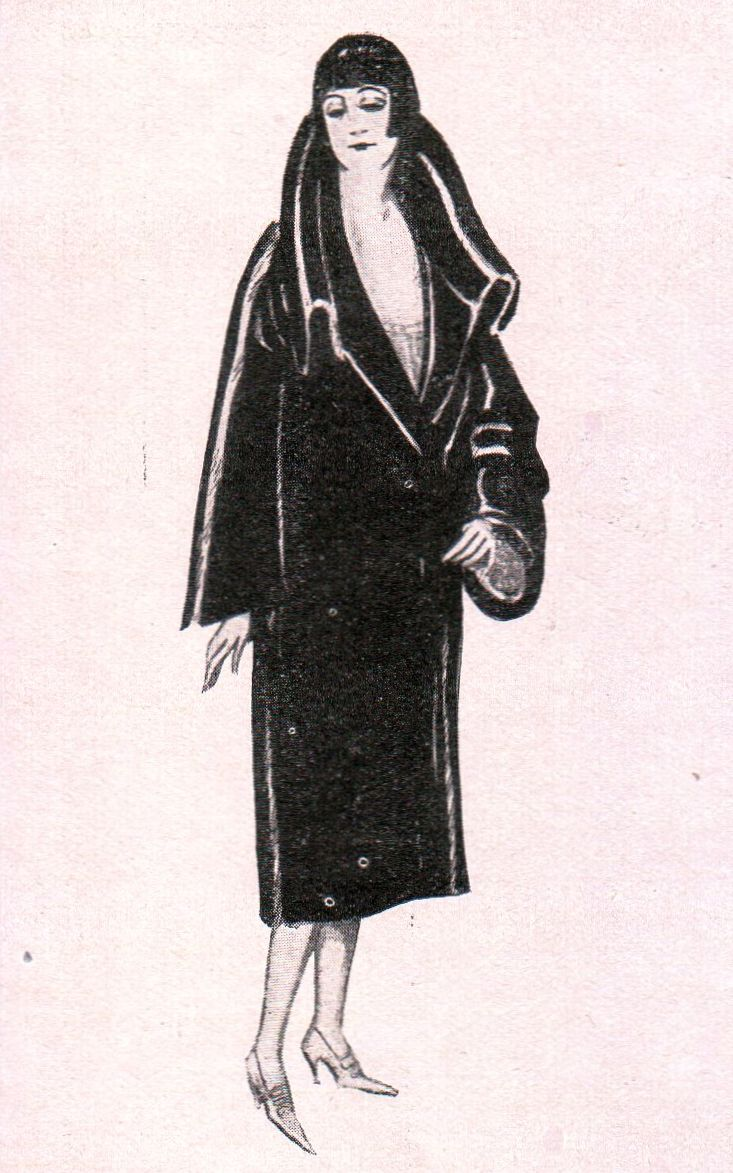
Seal-Electric-Mantel, 275 Mark
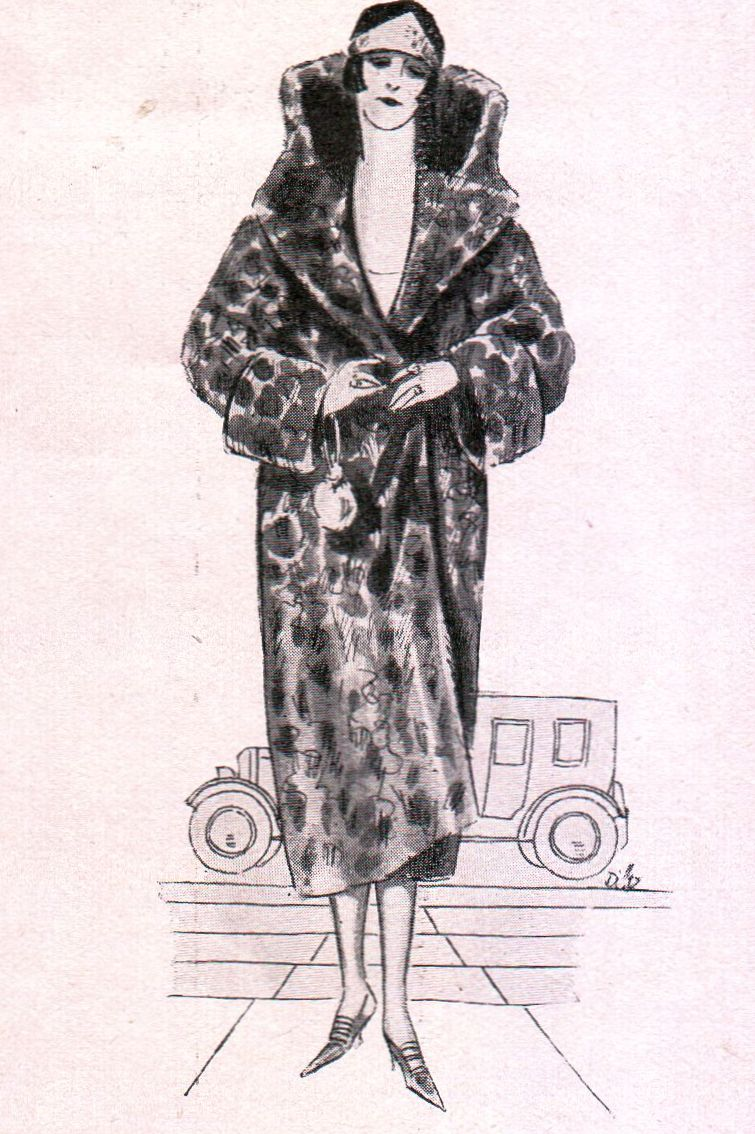
Braun Kid-Astrachan-Mantel, 290 Mark
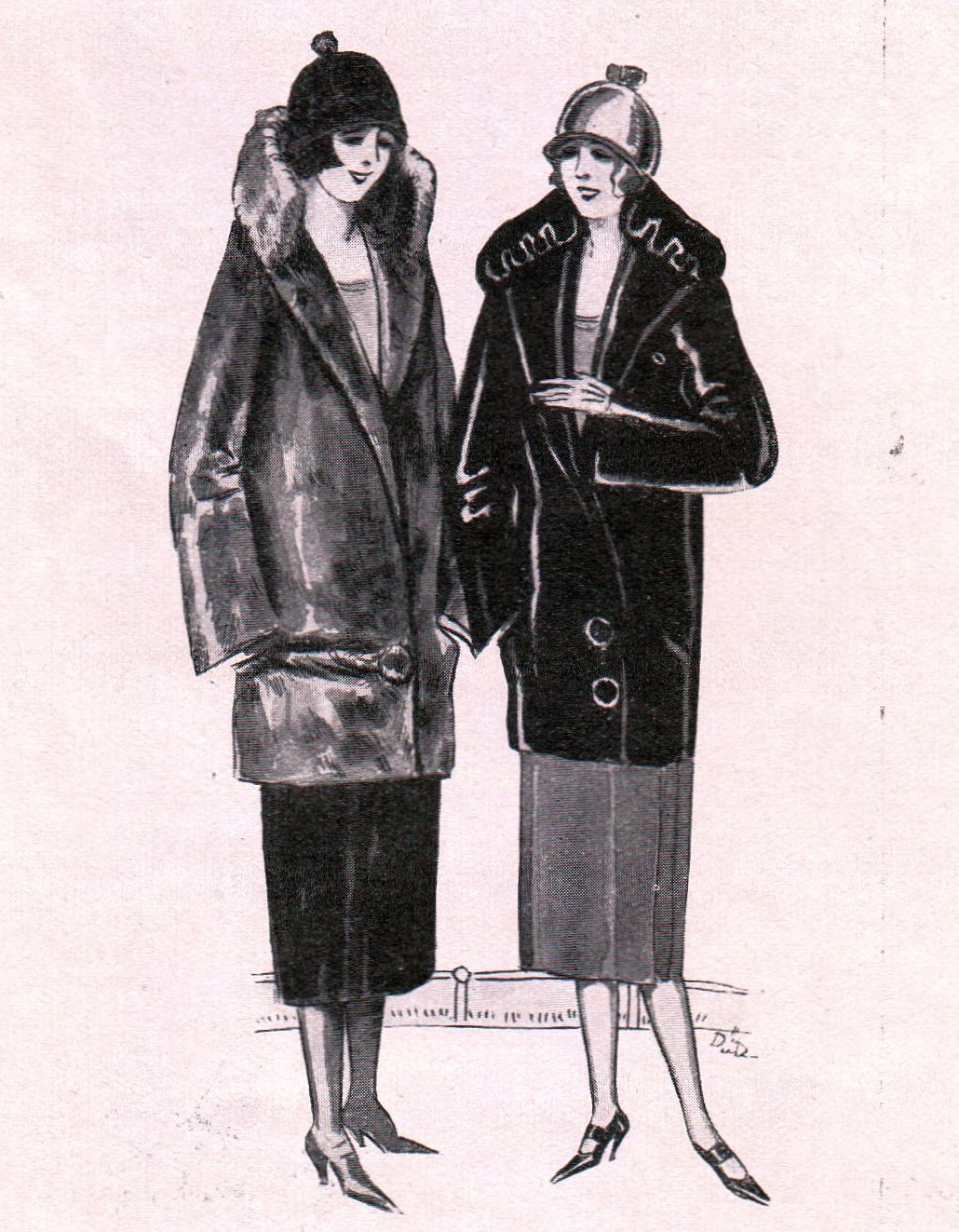
Braune Fohlenjacke, 240 Mark Seal-Electric-Jacke, 195 Mark

## Bernhard Mayer
Geboren in dem kleinen Hunsrückort Laufersweiler wuchs Bernhard Mayer in recht bescheidenen Verhältnissen auf; der Vater hatte einen Kramladen in Irmenach. Bernhard hatte zwei Brüder und zwei Schwestern. Der begabte Junge kam mit 4 ½ Jahren in die dörfliche Volksschule und mit 11 Jahren ins Gymnasium nach Kreuznach. Mit 14 Jahren beschloss er, Kaufmann zu werden. Nach einigen Zwischenstationen wurde der Aufenthalt in Saargemünd „mit der Unterdrückung der Lothringer durch die Deutschen“ für die politische Einstellung des damals 18-Jährigen „schicksalsbestimmend“. Um aus Deutschland wegzukommen, siedelte er nach Brüssel über. Hier wurde er schnell mit einem Kreis junger Maler und Bildhauer bekannt. Sein politisches Interesse machte ihn auch mit dem Pelzhandel bekannt, als 1895 die Kürschner in dem Arbeiterverein, dem er angehörte, in den Streik traten. Zu der Zeit war er als Handlungsreisender tätig. Charles Mueller, einer der Streikenden, hatte jetzt Zeit, ein paar Musterteile zu arbeiten, die Mayer mit auf seine Verkaufstouren nahm.
Bernhard Mayer heiratete 1897 Auguste Lipper (1875–1958), die Schwester seines besten Freundes Oscar Lipper. 1901 kommt der Sohn Ernst zur Welt, 1903 die Tochter Lilly. Im Jahr 1908 erwarb er in Ascona ein Grundstück, als der Monte Verità, das ein bekannter Treffpunkt von Lebensreformern, Pazifisten, Künstlern, Schriftstellern sowie Anhängern unterschiedlicher alternativer Bewegungen wurde. In Ascona ließ er sich 1926 auch ein eigenes Haus erbauen, in dem er mit seiner Familie jeweils ein halbes Jahr verbrachte. Bereits wohlhabend, besuchte er noch immer den Arbeiterverein und unterstützte viele russische Emigranten. Zeitig erahnte er als Jude die durch die Nationalsozialisten „herannahende Katastrophe“. In Brüssel schloss er früh Bekanntschaft mit dem belgischen Politiker Louis de Brouckere, Präsident der Sozialistischen Arbeiterinternationale. Zu Beginn des Krieges zog er mit seiner Familie, weil in Belgien als Feind behandelt, nach Berlin und von dort 1916 nach Zürich. Im Jahr 1929 reiste er mit seiner Frau erstmals ins damalige Palästina, tief beeindruckt kehrte er zurück. Die Anfangszeit des Zweiten Weltkriegs verbrachte Mayer in der Schweiz in seinem Domizil in Ascona. Die Freunde Katz und Charles Mayer hatten amerikanische Besuchsvisa erhalten und gingen 1940 in die Vereinigten Staaten. 1941 wanderte auch Bernhard Mayer mit seiner Familie über Argentinien, wohin leichter Visa zu bekommen waren, in die USA aus.
Bis an sein Lebensende blieb er, wenn auch passiv, an der Pelzbranche interessiert. In den Jahren 1944 und 1945 schrieb er in New York seine auf Deutsch verfassten, zweisprachig veröffentlichten Lebenserinnerungen. Nach Kriegsende kehrte er in sein Haus in Ascona zurück. Seine Frau Auguste Mayer starb dort 1958.

## Leo Hofmann
Leo Hofmann (geb. 25. Juli 1897 in Zürich) begann seine Tätigkeit in der Seidenbranche, bevor er 1928 in die 1904 gegründete Firma seines Schwiegervaters Bernhard Mayer eintrat. Im Kriegsjahr 1941 ging er nach New York und gründete dort die Firma Mayer & Hofmann. 1946 kam er in die Schweiz zurück, „und genauso wie in der Vorkriegszeit konnte er seinen Geschäftsbereich weiter ausbauen“.

## Werner Merzbacher
Mitinhaber von Mayer & Co. wurde der Wahlschweizer Werner Merzbacher (geb. 11. Juni 1928 in Öhringen (Württ.; gest. 5. Oktober 2024 in Zürich)). Er ist der Schwiegersohn von Ernst Mayer, dem Sohn des Firmengründers. 1939 kam er das erste Mal in die Schweiz, wo er die Handelsschule besuchte. Zehn Jahre später ging er in die USA, wo er erst einmal in die Armee kam. Er wurde dann Partner beim in der Branche bekannten Fellhändler Max Pick in New York. Pick starb im Jahr 1964 und Merzbacher kehrte in die Schweiz zurück und trat als Partner bei Mayer & Cie. ein.
Am 23. Juli 2002 wurde in London in der Royal Academy of Arts die Ausstellung „Masters of Colour. Dérain to Kandinsky“ mit 80 Meisterwerken aus der Sammlung des Ehepaars Werner und Gabrielle Merzbacher eröffnet, die auf einem Teil der Sammlung von Bernhard Mayer aufbaut. Bei der Eröffnung waren viele Persönlichkeiten des britischen und des internationalen Pelzhandels anwesend. Für den Pelzhandel sprach Michael Tager, London. „Er bedankte sich für die sprichwörtliche Hilfsbereitschaft, Großherzigkeit und Risikobereitschaft, für die Herr Merzbacher im Pelzhandel weltweit bekannt ist.“